# 代斯納區

代斯納區在基辅市的位置

代斯納區（羅馬化：Desnianskyi raion）是烏克蘭首都基輔的一個區，位於該市東北部，處於第聶伯河左岸，面積148平方公里，2011年人口356,374，人口密度每平方公里2,407.93人。